# Les Schtroumpfs et le Cracoucass (album)
Les Schtroumpfs et le Cracoucass est le cinquième album de la série de bande dessinée Les Schtroumpfs de Peyo publié en 1969 aux éditions Dupuis.
L'album contient deux histoires : Les Schtroumpfs et le Cracoucass et Un Schtroumpf pas comme les autres.

## Synopsis

### Les Schtroumpfs et le Cracoucass
À la suite d'une erreur des Schtroumpfs, un grand oiseau monstrueux vient terroriser et anéantir le village.

### Un Schtroumpf pas comme les autres
Un Schtroumpf s'ennuie au village et rêve de partir en voyage et à l'aventure. Le Grand Schtroumpf le laisse partir et lui confie un sifflet magique qui lui permet de revenir au village en sifflant, mais le Schtroumpf se fait capturer par Gargamel, qui utilise le sifflet pour trouver le village des Schtroumpfs et les capturer. Cependant, les Schtroumpfs récupèrent le sifflet et s'en servent pour s'échapper.

## Adaptations

### Série animée
- Dans la série Les Schtroumpfs, Les Schtroumpfs et le Cracoucass est le 9e épisode de la série sous le titre Le Cracoucass et Un Schtroumpf pas comme les autres est le 12e épisode.

### Film
- Le Cracoucass apparait dans le film Les Schtroumpfs et le Village perdu de 2017, en tant qu'un des principaux antagonistes avec Gargamel et Azraël et en tant qu'allié du duo, vivant avec eux dans leur masure.